# Lagerstroemia speciosa
Lagerstroemia speciosa (banabá de Filipinas o reina de las flores) es una especie del género Lagerstroemia nativa de la zona tropical del sur de Asia. 

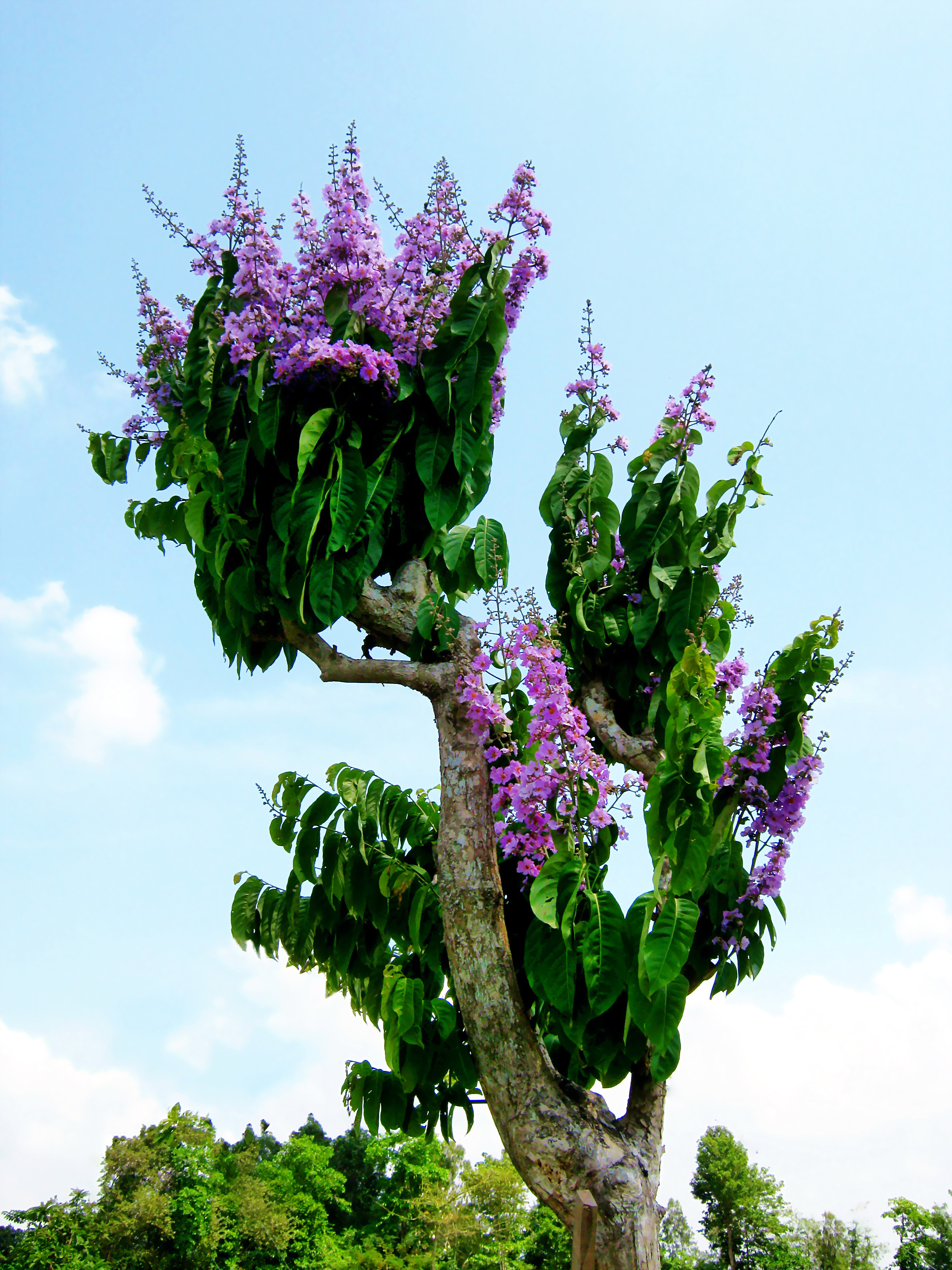
Vista del árbol

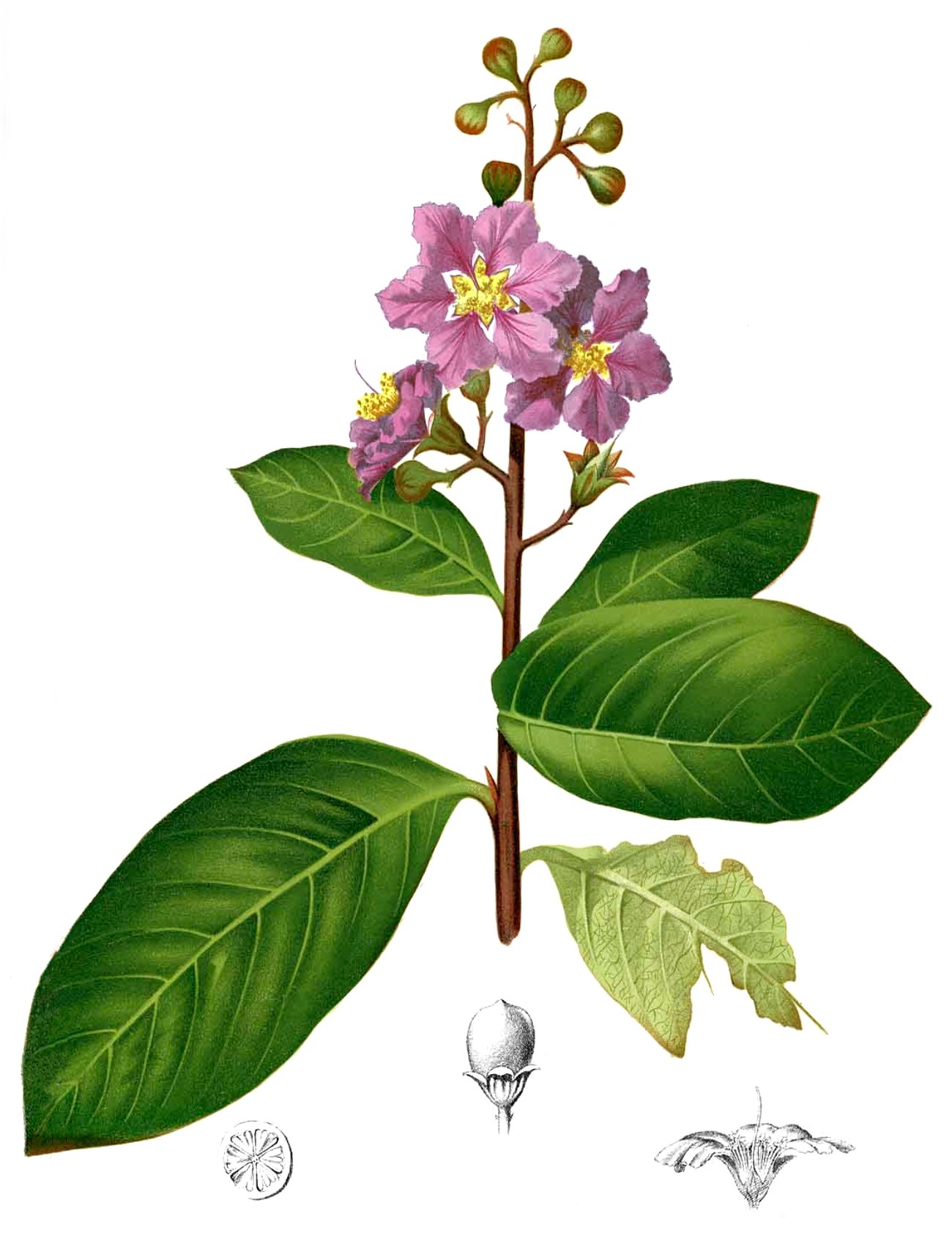
Ilustración

## Descripción
Es un árbol de tamaño pequeño a mediano llegando hasta los 20 m de alto, con la corteza lisa, escamosa. 
Las hojas son caducas, de ovales a elípticas, de 8 a 15 centímetros de largo y de 3 a 7 centímetros de ancho, con un ápice agudo. 
Las flores se producen en panículas erguidos de 20 a 40 centímetros de largo, cada flor con seis pétalos de color blanco a púrpura de 2 a 3'5 centímetros de largo.

### Cultivo y usos
Se desarrolla en el sureste de Asia, India y en Filipinas. 
Se cultiva ampliamente como planta ornamental en áreas tropicales y subtropicales.

## Taxonomía
Lagerstroemia speciosa fue descrita por (L.) Pers. y publicado en Synopsis Plantarum 2: 72. 1806.
Sinonimia
- Adambea glabra Lam.
- Adambea hirsuta Lam.
- Lagerstroemia augusta Wall.
- Lagerstroemia flos-reginae Retz.
- Lagerstroemia hirsuta (Lam.) Willd.
- Lagerstroemia macrocarpa Wall.
- Lagerstroemia major Retz.
- Lagerstroemia munchausia Willd.
- Lagerstroemia plicifolia Stokes
- Lagerstroemia reginae Roxb.
- Munchausia ovata J.St.-Hil.
- Munchausia speciosa L.
- Murtughas hirsuta (Lam.) Kuntze
- Sotularia malabarica Raf.[3]

## Galería

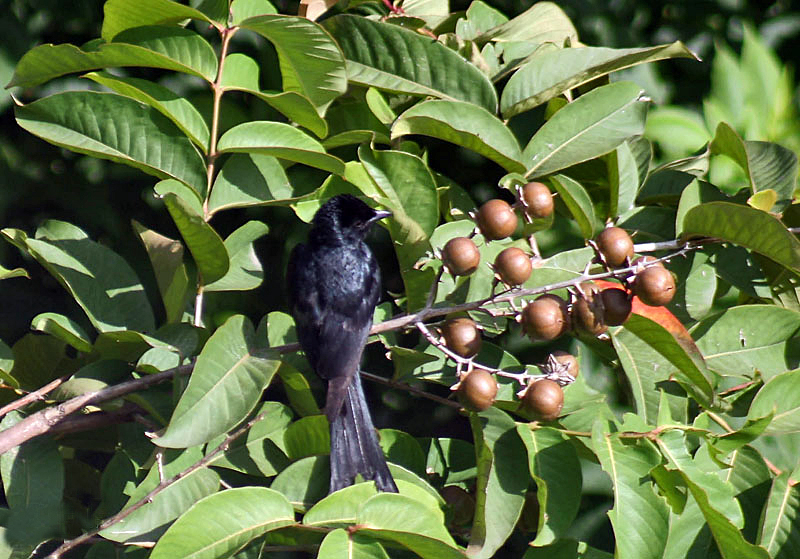
Frutos, hojas y un « Drongo »negro en Calcuta, Bengala Occidental, India.
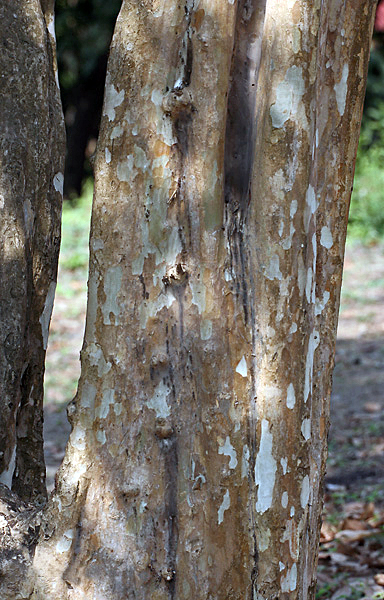
Corteza del árbol Calcuta, Bengala Occidental, India.
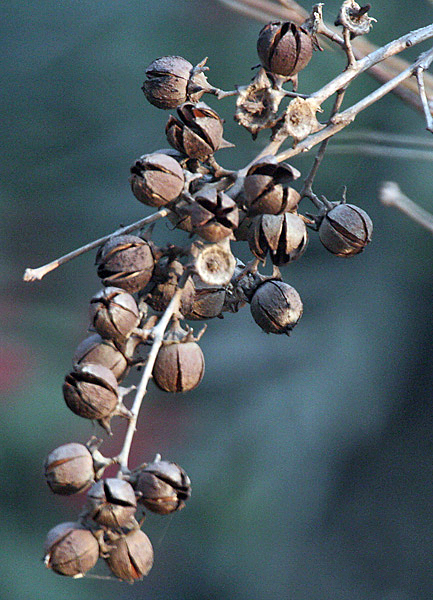
Frutos secos en Calcuta, Bengala Occidental, India.
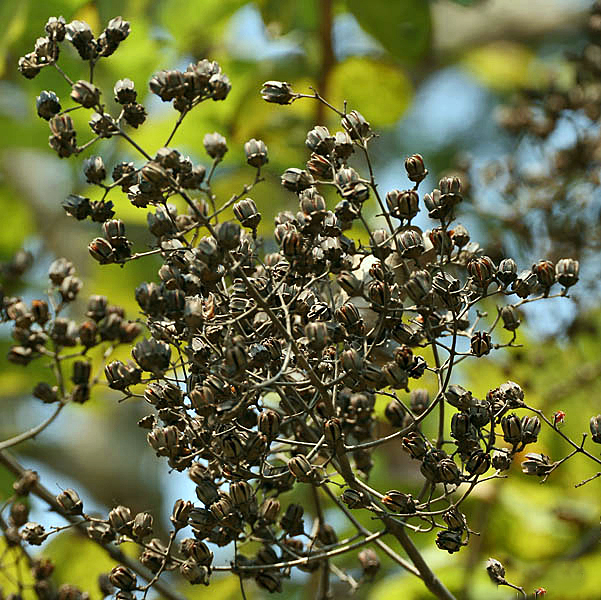
Frutos secos en Calcuta, Bengala Occidental, India.
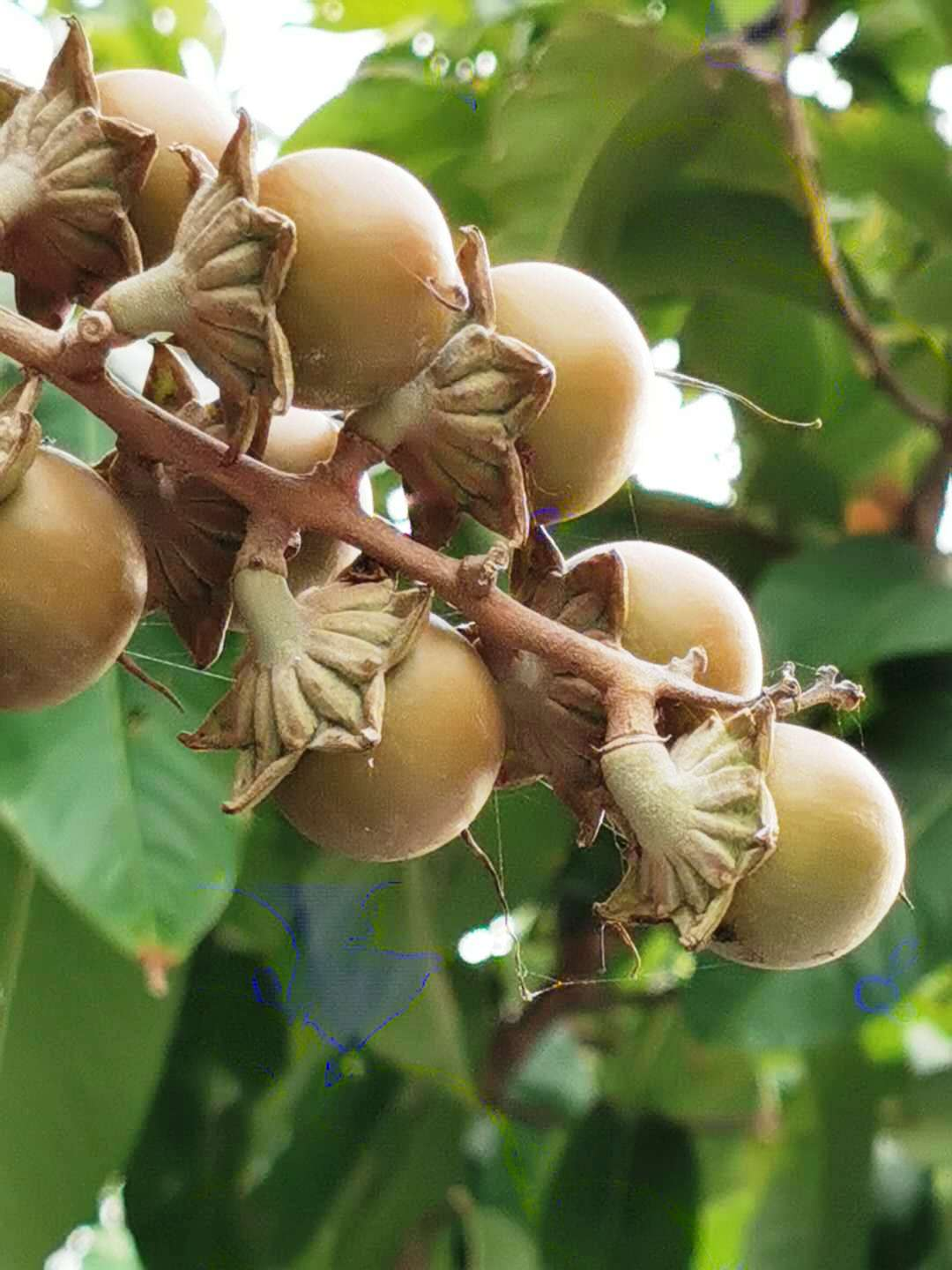
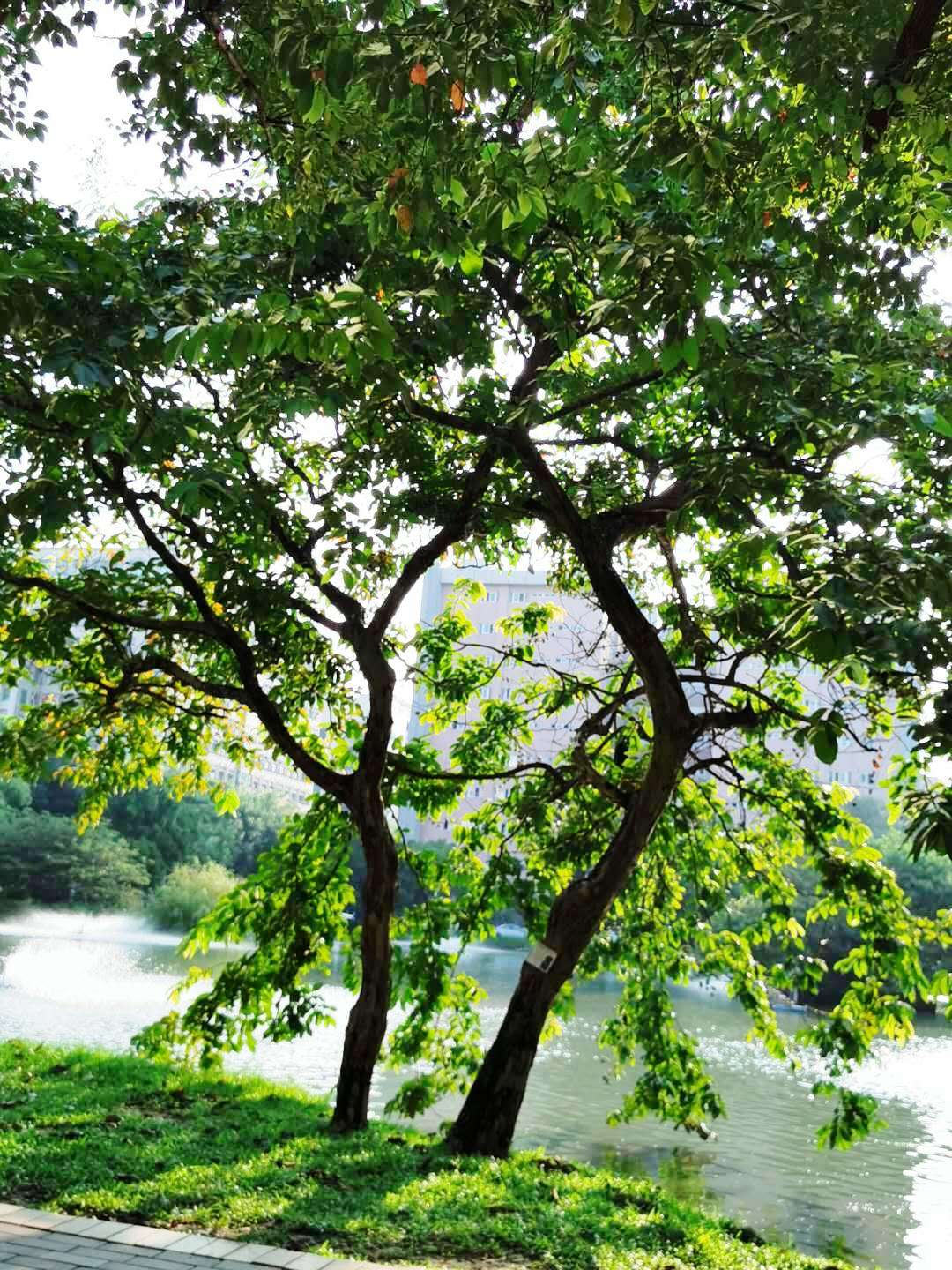

- Datos: Q1137593
- Multimedia: Lagerstroemia speciosa / Q1137593
- Especies: Lagerstroemia speciosa